# Тарноградський Валер'ян Петрович
Валер'я́н Петро́вич Тарногра́дський (* 1880 с. Уланів Хмільницького району Вінницької області— † 1945, концтабір ГУЛАГ СРСР) — український поет-лірик, журналіст, педагог. Жертва сталінського терору.

## Життєпис

### Батько
Валер'ян Тарноградський народився 20 серпня 1880 року в селі Уланів Літинського повіту Подільської губернії (нині Хмільницького району Вінницької області) в сім'ї молодого вчителя.
Батько — Петро Сильвестрович Тарноградський — не здобув вищої освіти. Правда, він вступив до Київського університету, але 1878 року за участь у студентських заворушеннях непокірного студента виключили з університету . Після цього Петро Сильвестрович працював учителем у сільських школах Поділля та домашнім учителем у губернському центрі. Йому вдалося заощадити трохи грошей і купити чверть будиночка на окраїні Вінниці. Незабаром важка недуга обірвала життя Петра Тарноградського.

### Подільський період
Валер'ян залишився удвох із матір'ю, яка намагалася вивчити сина, щоб хоч він вибився в люди. 1890 року Валер'ян став навчатися в Кам'янець-Подільській гімназії. Через чотири роки його виключили через «неявку на заняття». Надалі Тарноградський поповнював знання самоосвітою і 1898 року склав іспит на народного вчителя. Тоді ж почав працювати в сільських школах Літинського повіту.
Після перших літературних успіхів Тарноградський залишив педагогічну практику та повністю віддався творчості.

### Київський період
1917 року поет покинув Поділля й перебрався до Києва, який став центром українського культурного життя.

### Повернення на Поділля
У повоєнному Києві, який, до того ж, утратив столичний статус, вижити було важко. 1920 року Тарноградський повернувся до Вінниці. Гонорари за принагідні публікації були недостатніми, щоб на них можна було проіснувати.
1924 року вийшла його збірка російських поезій «Песни Бояна», але надалі він уже не видавався. Поет повернувся до вчителювання, працював у школах Жмеринського району, як сількор дописував до місцевих газет.
1929 року внаслідок інтриг у колективі Тарноградського звільнили на пенсію розміром усього 23 карбованці. На ці гроші він мав прожити разом із дружиною і десятирічним сином.

### В часи німецької окупації
У липні 1941 року у Вінницю вступили німецькі війська. 61-річний поет залишається у Вінниці.
Окупаційна влада почала видавати в місті україномовну газету «Вінницькі вісті», у якій працює відомий поет і перекладач Михайло Костянтинович Зеров (друкувався під літературним псевдонімом Михайло Орест). Зеров і запросив до співпраці Тарноградського. Позбавлений засобів до існування, він пише вірші, які друкують «Вінницькі вісті», і за це отримує гонорари.
Коли окупаційна влада вирішила розрити могили людей, репресованих у 1930-ті роки, Тарноградський відгукнувся на цю подію віршем «Згадай синів своїх могили», якому пізніше судилося обійти закордонну україномовну пресу.
З опублікованих у «Вінницьких вістях» творів автор уклав збірку «Поезія», яка 1943 року вийшла у Вінниці.

### Невдала еміграція
Фронт неухильно накочувався зі Сходу, німці відступали, разом із ними від'їхали співробітники газети. У листопаді 1943 року Тарноградський теж відважився рушати в еміграцію. Він добрався до Львова, далі до Праги, де його поселили у таборі для безробітних.
Для старого хворого поета це було випробування над силу, і він вирішив повернутися додому. На початку весни 1944 року йому вдалося доїхати до Проскурова (нині Хмельницький), далі він пробував іти пішки й кілька місяців блукав від села до села, перебиваючись випадковими харчами. У липні 1944 року його знайшли непритомним на полі під Жмеринкою. Лікарі констатували гострий психоз, стали наполягати на терміновій госпіталізації. Але замість лікарняного стаціонару поет опинився в слідчому ізоляторі управління НКВС.
15 липня 1944 року в помешканні Тарноградського зроблено обшук, унаслідок якого вилучено газетні вирізки та книжку «Поезія». Наступного дня «літературознавець» із НКВС визначив, що «означенная книга ценности не имеет, а также не может быть приобщена к делу и служить вещественным доказательством, на основании этого постановил: книгу „Поэзия“ Тарноградского выпуска 1943 года в одном экземпляре уничтожить путем сожжения». 20 липня «вирок» виконали, про що у кримінальній справі є акт за трьома підписами.
На суді Тарноградський просив «надати йому можливість займатися творчою діяльністю на благо Радянської Батьківщини». Проте його засудили до каторжних робіт терміном на 18 років. Для 64-річного поета це було рівнозначно страті. Через півроку, у травні 1945 року, Валер'ян Тарноградський помер у Тайшетлагу.
6 липня 1945 року — через півтора місяця після смерті поета — військовий трибунал уточнив кваліфікацію злочину і скоротив термін ув'язнення Тарноградського до десяти років.

### Реабілітація
Через 12 років, у часи хрущовської відлиги, дружина звернулася зі скаргою: «Я б хотіла, щоб мій чоловік був реабілітований посмертно». На це заступник прокурора області відповів: скарга задоволенню не підлягає.
1990 року, коли почалася масова реабілітація невинно репресованих, прокуратура області і далі наполягала на тому, що підстав для зміни вироку немає. Тільки 12 лютого 1992 року висновок управління СНБУ в області констатував: на Тарноградського поширюється дія закону України від 17 квітня 1991 року «Про реабілітацію жертв політичних репресій в Україні» «ввиду отсутствия совокупности доказательств, подтверждающих обоснованность привлечения к ответствености».

## Творчість
Перший інтерес Тарноградського до поезії припав на юнацькі роки. Особливо захопила Валер'яна поезія Михайла Лермонтова: в образі його гордого ліричного героя, в його взаєминах з неприязним, чужим світом він побачив багато спільного. На ту пору припали перші власні віршовані спроби — спочатку російською мовою, під виразним впливом Лермонтова та інших поетів-романтиків. Незабаром Валер'ян став писати і українською мовою. Ця двомовна поетична практика, характерна для українських літераторів 19 століття, тривала половину його творчого шляху.
1903 року Тарноградський дебютував, уперше опублікувавши в газеті російськомовний вірш. Наступного року він опублікував і перший вірш рідною мовою — в губернській газеті «Подолія» (Кам'янець-Подільський).
Окрилений успіхом, Валер'ян розіслав нові твори обома мовами у відомі видання. Їх широко друкують, ім'я поета стало впізнаваним для читачів. Молодому авторові надали площу авторитетні журнали «Українська хата», «Літературно-науковий вісник», які опікувалися молодими талантами.
1908 року побачила світ перша книжка поета — «Стихотворения».
1911 року за безпосереднього сприяння Олени Пчілки (і з присвятою їй) київське видавництво «Рідний край» випустило томик віршів Валер'яна Тарноградського «Барвінковий цвіт». Анонімна авторка передмови (можливо, Олена Пчілка) дуже добре відгукнулася про письменника-початківця, який «пише гарною, чистою українською мовою, знаходячи відповідно добру міру між простістю й літературною оздобністю мови; виявля й видатний талан поетичний».
1914 року вийшли «Одинокие грезы» Валер'яна Тарноградського.
1919 року в Києві, попри розруху та важку економічну ситуацію воєнного часу, Тарноградський видав свою другу поетичну книжку українською мовою — «Боянові струни».